# Schriften der Berlinischen Gesellschaft naturforschender Freunde
Schriften der Berlinischen Gesellschaft naturforschender Freunde (abreviado Schriften Berlin. Ges. Naturf. Freunde) fue una revista con ilustraciones y descripciones botánicas que fue publicada en Berlín desde 1780 hasta 1785, publicándose los números 1 al 6. Fue  reemplazada por Schriften der Gesellschaft Naturforschender Freunde zu Berlin.